# Arnold Zentralverwaltungsgesellschaft
Die Arnold Zentralverwaltungsgesellschaft ist eine deutsche Unternehmensgruppe mit Unternehmenssitz in Remshalden. Als Kern der Gruppe gilt das Unternehmen Arnold Glas, das auf Funktionsgläser spezialisiert ist.

## Geschichte

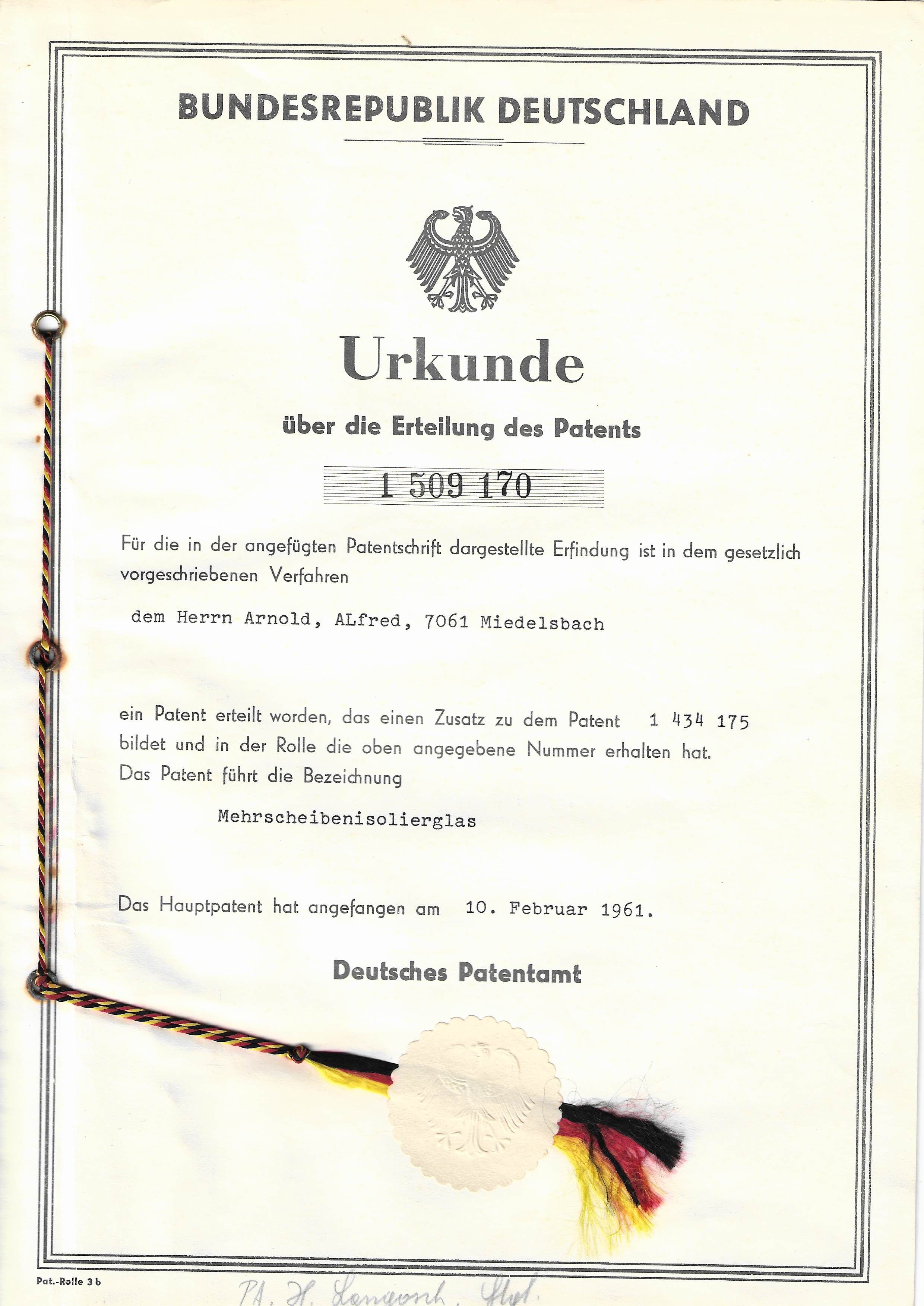
Alfred Arnolds Patenturkunde für das Verfahren zur Herstellung von Mehrscheibenisolierglas aus dem Jahr 1961

Im Jahr 1959 entwickelte der gelernte Glasschleifer Alfred Arnold ein neues Prinzip für die Produktion von Isolierglas: Statt den bisher üblichen starren gelöteten Verbindungen verwendete er ein elastisches, geklebtes System mit Aluminiumschienen. Dies machte das Isolierglas belastbarer und langlebiger. Zudem vereinfachte dieses Verfahren den Herstellungsprozess deutlich und ermöglichte dadurch kleineren Betrieben, Isolierglas herzustellen. Das Verfahren ist heute weltweiter Standard bei der Produktion von Isolierglas und damit ein wesentliches Element der energetischen Gebäudeoptimierung.
Anfang 1960 gründete Alfred Arnold das Unternehmen Arnold Glas. Anschließend wurden Lizenzverträge mit 25 mittelständischen Glasveredlern in Europa unterzeichnet. Für die Betreuung dieser Partner gründete Alfred Arnold 1971 die Isolar Glas Beratung GmbH, aus der sich die Isolar-Gruppe entwickelte. Mit Stand Mai 2023 sind 36 Unternehmen u. a. aus Österreich, Portugal, Slowenien, Polen und Griechenland in diesem Lizenzpool zusammengeschlossen.
Die von der Arnold Zentralverwaltungsgesellschaft verwaltete Gruppe besteht mit Stand 2023 aus neun Unternehmen mit Standorten in Deutschland und Österreich, die in verschiedenen Segmenten der Glasindustrie tätig sind. Laut Bundesanzeiger lag der in der Muttergesellschaft konsolidierte Umsatz 2002 bei 102 Mio. Euro. Im Geschäftsjahr 2020 waren es 68,4 Mio. Euro.

## Produkte
Das Portfolio der Unternehmensgruppe umfasst verschiedene Varianten von Funktionsglas, darunter Gläser zum Schallschutz, mit Hemmung von Sprengwirkungen, zur Produktion von Solarstrom oder zum Schutz vor Vogelschlag – letzteres zusammen mit dem Max-Planck-Institut für Ornithologie entwickelt.
Darüber hinaus werden in der Unternehmensgruppe Fassadenkonstruktionen wie z. B. punktgestützte Verglasungen, Vorhangfassaden und Sonderkonstruktionen aus Aluminium hergestellt.